# Hymenocephalus billsam
Hymenocephalus billsam es una especie de pez de la familia Macrouridae en el orden de los Gadiformes.

## Morfología
• Los machos pueden llegar alcanzar los 15 cm de longitud total.

## Hábitat
Es un pez de aguas profundas que vive entre 400-900 m de profundidad.

## Distribución geográfica
Se encuentra en el Estrecho de Florida, el Golfo de México, el Mar Caribe y  Río de Janeiro (Brasil ).